# Cynthia Crews
Cynthia Mary Crews, nacida Jopson, (Liverpool, 31 de marzo de 1906-Leeds,8 de septiembre de 1969) fue una investigadora británica, romanista, lingüista, profesora y una de las figuras más relevantes en el estudio lingüístico del judeoespañol de principios del siglo XX.

## Trayectoria
Cynthia Crews desarrolló una destacada trayectoria profesional en diversas instituciones del Reino Unido. Trabajó para el gobierno británico en el servicio de censura postal dentro del Departamento de Lenguas Desconocidas (1939-1940), impartió clases de inglés para el British Council (1940-1942) y se desempeñó como subeditora de la sección turca del Cercano Oriente en la BBC (1943-1945). Además, ejerció la docencia en París, Belfast y Turquía, llevando a cabo investigaciones en las universidades de Cambridge y Leeds.
Desde una edad temprana, mostró un gran interés por el aprendizaje de idiomas, inquietud que probablemente heredó de su hermano mayor, Norman, un reconocido eslavista. Su dominio lingüístico abarcaba casi todas las lenguas romances y sus dialectos, así como el alemán, el turco y varias lenguas clásicas. Además, en su labor investigadora utilizaba el hebreo, el árabe y el persa. Esta vasta competencia idiomática la convirtió en una investigadora idónea para el estudio del judeoespañol, lengua con la que se encontró de manera fortuita al escuchar a un judío hablar en la calle, según relató en un artículo publicado en el periódico de Salónica Acción. Estos primeros contactos fueron en 1929.
A partir de ellos, Crews se dedicó al estudio del judeoespañol y a la búsqueda de sus hablantes. Su interés por esta lengua la llevó a aprenderla hasta poder escribirla con fluidez y a recopilar numerosos testimonios directos de la comunidad sefardí. Consciente de la progresiva desaparición del judeoespañol, en 1938 concibió la idea de elaborar un diccionario basado en el habla viva de sus hablantes. Para ello, comenzó a desarrollar un extenso fichero léxico, con la idea de que algún día se convirtiera en una obra lexicográfica completa que preservara el legado lingüístico sefardí.
En 1930 presentó su tesis doctoral, producto de sus encuestas de campo entre los sefardíes de los Balcanes, especialmente de Bucarest, Salónica, Monastir y Estambul. En su tesis recogió cuentos populares, romances y canciones de los sefardíes de Salónica y Sarajevo.
En 1940, se trasladó a Turquía, llevando consigo su fichero léxico y gran parte de su biblioteca. Sin embargo, no pudo dedicarle el tiempo necesario. Dos años después, debido al caos provocado por la Segunda Guerra Mundial, se vio obligada a regresar a Inglaterra sin su fichero por las dificultades del viaje. Lo dejó bajo la custodia de la Embajada británica en Ankara, donde permaneció hasta 1947, cuando finalmente le fue devuelto. No obstante, no pudo retomar la labor de edición hasta 1949, lo que supuso una interrupción de casi una década en su proyecto, reflejada también en la ausencia de publicaciones, que no se reanudaron hasta 1951. A partir de entonces, y hasta el deterioro de su salud, continuó con la recopilación e investigación del léxico judeoespañol. Su enfoque, inicialmente centrado en el habla, se amplió para incluir fuentes escritas y materiales de diversa índole.

## Fichero
El fichero, descrito en 1979 por Leonor Carracedo, consta de 35.000 papeletas que proporcionan información fonética, gramatical, etimológica, léxico-semántica y documental. En él hay además sinónimos, variantes lingüísticas y formas equivalentes de los lemas en otras lenguas o dialectos. Para su elaboración tomó testimonios de numerosas fuentes y de diverso tipo y cronología. Testimonios orales, entre ellos y sobre todo, el de Merú Levy; textos originales sefardíes en prensa, textos bíblicos y religiosos y ediciones de coplas, romances además de diccionarios y vocabularios.
Aunque no constituye en sí un diccionario –ni siquiera presenta homogeneidad en el tratamiento léxico de las papeletas, pues algunas de ellas se desarrollan  ampliamente, mientras que en otras solo aparece la categoría gramatical y la definición del lema–, sí fue concebido por la autora como el germen de lo que podría ser un completo diccionario de judeoespañol.
Su muerte prematura dejó su labor inconclusa, pero su proyecto perduró en el tiempo. El Girton College de la Universidad de Cambridge resguardó el fichero hasta 1979, cuando fue transferido al antiguo Instituto Arias Montano del CSIC. Años más tarde, esta institución asumió la tarea de recuperar e informatizar las papeletas.Esta digitalización del fichero fue el germen del Diccionario Histórico del Judeoespañol al que se incorporan paulatinamente otros materiales lexicográficos.

### Merú Levy
Merú Levy fue una de sus principales informantes. De ella dijo que era una mujer de gran inteligencia, con un ingenio agudo y un sentido del humor notable, además de ser reconocida en su comunidad por su habilidad como narradora. En el momento de las entrevistas, tenía 55 años, era originaria de Salónica y hablante de judeoespañol. Pertenecía a un entorno social humilde y había perdido la vista a los seis años. Poseía conocimientos básicos de turco y griego, y estaba familiarizada con expresiones hebreas utilizadas en el ámbito litúrgico.
Todos los varones sefardíes recibían algún tipo de educación escolar en textos hebreos canónicos o, al menos, adquirían habilidades básicas de lectura y escritura. En contraste, la alfabetización de las mujeres no era considerada una necesidad religiosa ni social, y su conocimiento del hebreo se limitaba a algunos términos fundamentales del judaísmo. Como resultado, hasta el siglo XIX, el acceso de las mujeres sefardíes a la lectoescritura fue limitado, y su educación formal fuera del hogar era escasa. La mayor parte de sus conocimientos los adquirían de manera oral, transmitidos por sus madres y otras mujeres de la comunidad.